# گئورگ (کیمیک) هوهانیسیان
گئورگ (کیمیک) هاروتیونی هوهانیسیان (ارمنی: Գևորգ (Կիմիկ) Հարությունի Հովհաննիսյան؛ زادهٔ ۲۷ سپتامبر ۱۹۰۷ - درگذشته ۸ ژوئیهٔ ۱۹۵۷) یک دولتمرد، و سیاستمدار اهل ارمنستان بود که از تاریخ ۱۹۴۷ تا تاریخ ۱۹۵۴ سمت وزارت امور خارجه ارمنستان شوروی را برعهده داشت.

## زندگی‌نامه
در ۲۷ سپتامبر ۱۹۰۷ در دون روستوف به دنیا آمد و از مؤسسه سینمایی گراسیموف فارغ‌التحصیل شد. وی در کنسرواتوار دولتی کومیتاس ایروان، آرمن‌فیلم، تالار آکادمی ملی اپرا و باله آلکساندر اسپنداریان، تئاتر دراماتیک وارطان آجمیان گیومری و وزارت امور خارجه ارمنستان فعالیت می‌کرد.  وی در ۸ ژوئیهٔ ۱۹۵۷ در سن ۴۹ سالگی در ایروان درگذشت.

## سمت‌ها
- ۱۹۴۰–۱۹۴۴ - مدیر استودیوی یروان‌فیلم
- ۱۹۳۲–۱۹۳۳ - مدیر کنسرواتوار دولتی ایروان
- ۱۹۳۱–۱۹۳۲ - مدیر دومین تئاتر دولتی ارمنستان در لنیناکان (تئاتر دراماتیک وارطان آجمیان گیومری)

## یادداشت
1. ↑  պետական ծառայող